# حاجي أمين
 
الملا أبو الحسن أرديكاني (بالفارسية: ملا أبو الحسن أرديكاني، الملقب بـ Amín-i-Iláhí؛ 1831 – 1928)، المعروف باسم الحاج أمين، كان من أبرز أتباع بهاء الله، مؤسس الديانة البهائية. تولّى منصب أمين حقوق الله، وبعد وفاته عُيّن "يدًا لأمر الله" من قبل شوقي أفندي، كما تم اعتباره أحد رسل بهاء الله التسعة عشر.

## الخلفية
تزوج وهو في السابعة عشرة من عمره من امرأة من عائلة بابية في بلدة أرديكان، قرب يزد، إيران. وعندما بلغه إعلان حضرة بهاء الله، قبله فورًا وبدأ السفر عبر أنحاء الإمبراطورية الفارسية لنشر الرسالة الجديدة.
كان رجلًا متعلمًا، وكان يكسب قوته من التجارة وكتابة الرسائل نيابة عن الأميين خلال أسفاره. اشتهر بجمع الرسائل التي يرغب الناس في إرسالها إلى حضرة بهاء الله، كما كان يوزع الألواح التي تلقاها من حضرته.
سافر إلى عكا، وكان أول بهائي من خارج المدينة يرى حضرة بهاء الله، وقد عاد لزيارته في مناسبات عدة. وبعد مقتل الحاج شاه محمد منشادي في عام 1880، عُيّن أمينًا على حقوق الله.
عاش حياة طويلة، وواصل خدمته كأمين على حقوق الله خلال وزارات حضرة بهاء الله وعبد البهاء، وجزء من وزارة شوقي أفندي. كان خلال هذه السنوات مصدر إلهام ومحبة وهداية للمؤمنين، يزورهم في منازلهم، ويحثهم على الزهد في الدنيا والتحلي بالحياء في جميع مجالات الحياة.
وفي عام 1891، سُجن لمدة ثلاث سنوات في طهران وقزوين، وخلال عهد عبد البهاء، واصل رحلاته وزار عكا وحيفا مراراً. وفي سنواته الأخيرة، استقر في طهران.

## الروابط الخارجية
- السيرة الذاتية بقلم موجان مومن .